# Exército de Resistência Nacional
Exército de Resistência Nacional (em inglês:  National Resistance Army, NRA), a ala militar do Movimento de Resistência Nacional, foi um exército rebelde que travou uma guerra de guerrilha, comumente chamada de Guerra Civil de Uganda ou Guerra Luwero, contra o governo de Milton Obote e mais tarde contra o governo de de Tito Okello.
O Exército de Resistência Nacional, apoiado por Muammar al-Gaddafi, foi formado em 1981 quando o Exército de Resistência Popular de Yoweri Museveni fundiu-se com o grupo do ex-presidente Yusuf Lule, os Combatentes da Liberdade de Uganda. Museveni, então líder do partido Movimento Patriótico de Uganda, alegou fraude eleitoral e declarou uma rebelião armada, após a vitória do Congresso do Povo de Uganda nas disputadas eleições gerais de 1980.
Museveni, que teve experiência de guerra de guerrilha com a Frente de Libertação de Moçambique (FRELIMO) em Moçambique e a sua Frente para a Salvação Nacional (FRONASA) formada na Tanzânia para combater Idi Amin, levou o Exército de Resistência Nacional à vitória contra as tropas do governo de Uganda em 1986. O grupo então se tornou o exército nacional.
Depois que a constituição de Uganda em 1995 foi promulgada, o Exército de Resistência Nacional foi renomeado como Força de Defesa Popular de Uganda.